# Cabrières-d'Avignon
Cabrières-d'Avignon är en kommun i departementet Vaucluse i regionen Provence-Alpes-Côte d'Azur i sydöstra Frankrike. Kommunen ligger i kantonen L'Isle-sur-la-Sorgue som tillhör arrondissementet Avignon. År 2022 hade Cabrières-d'Avignon 1 741 invånare.

## Befolkningsutveckling
Antalet invånare i kommunen Cabrières-d'Avignon
| Referens: INSEE |